# 久野岬

ワトキンス島のおおまかな位置。円中央にあるラヴォアジエ島の南西にある。

久野岬（くのみさき、英: Kuno Point）は、南極半島西方のビスコー諸島・ワトキンス島にある岬。
日本の生理学者、久野寧（くの・やす）にちなんで名前がつけられた。 

## 地理
南極半島西方のベリングスハウゼン海に位置するビスコー諸島の島の一つ、ワトキンス島の南西端にある岬である。ワトキンス島は、ラヴォアジェ島南西約5kmにある、長さ約8kmの比較的小さな島である。

## 歴史・名称
この地形は、1956年から1957年に行われたイギリスの南極探索 (Falkland Islands and Dependencies Aerial Survey Expedition) によって撮影された航空写真をもとに、地図に記載された。
Kuno Point という名称は、英国南極地名委員会 (United Kingdom Antarctic Place-Names Committee, UK-APC) によってつけられた。久野寧（1882年 - 1977年）は人間の発汗や体温調節の研究で業績を残した生理学者である。UK-APCは、南極半島の地形に対して科学者に因んだ命名を行っており、南極半島には高木兼寛に因む高木岬（Takaki Promontory）もある。
なお、アメリカ地質調査所（USGS）の地名情報システム（GNIS）は久野の名を"Kuno Yasau" と記しているが、"Kuno Yasu" と記されるべき誤りである。